# Ramones
A Ramones egy amerikai punkzenekar volt, amely az első ilyen jellegű zenekarnak számít, még akkor is, ha a "punk" kifejezés csak később, az angol punk szubkultúrával kapcsolatban alakult ki. Annak ellenére, hogy kereskedelmileg nem voltak túl sikeresek, a Ramones alapvető hatással volt a későbbi punkzenekarokra, az Amerikai Egyesült Államokban és az Egyesült Királyságban egyaránt.
A zenekar minden egyes tagja felvette a "Ramone" vezetéknevet a művésznevükhöz. Összesen 2 263 koncertjük volt, tulajdonképpen 22 éven át megállás nélkül turnéztak. 1996-ban, miután a Lollapalooza fesztivállal turnéztak, tartottak egy búcsúturnét, utána pedig feloszlottak.
2014. július 11-én – Joey Ramone, Johnny Ramone, Dee Dee Ramone után – a negyedik alapító tag, Tommy Ramone is meghalt.
Egyetlen albumuk ért el aranylemez minősítést, méghozzá egy válogatáslemez, a Ramones Mania. Ennek ellenére az évek során egyre jobban tudatosult, hogy az egyik legmaradandóbbat alkották a rockzenében, például a Rolling Stone magazin is beválasztotta őket a Minden idők 50 legjobb előadója listába, és a VH1 100 Greatest Artists of Hard Rock listájára is felkerültek. 2002-ben a Spin magazin minden idők második legjobb zenekarának választotta őket, egyedül a Beatles előzte meg őket. 2002. március 18-án, három alapító taggal és Marky, valamint Tommy Ramone-nal együtt, beiktatták őket a Rock and Roll Hall of Fame-be. 2011-ben Grammy-életműdíjat kaptak. A Pet Sematary számuk hallható az 1989 es  Kedvencek temetője film végén amit direkt ehhez a filmhez írtak. A szám egy másik Bll Laswell verziója megjelent bónusz számként az 1989 es Brain Drain albumán amin pesze az eredeti is hallható.

## Tagok

### Alapító tagok
- Joey Ramone (Jeffrey Hyman, ének)
- Johnny Ramone (John Cummings, gitár)
- Dee Dee Ramone (Douglas Glen Colvin, basszusgitár, 1989-ig)
- Tommy Ramone (Erdélyi Tamás, dobok, 1977-ig)

### Későbbi tagok
- Marky Ramone (Marc Bell, dobok 1977-1983 és 1987-1996)
- Richie Ramone (Richard (Beau) Reinhardt, dobok 1983-1987)
- C.J. Ramone (Christopher Joseph Ward, basszusgitár, 1989-1996)

## Lemezek
- 1976: Ramones
- 1977: Leave Home
- 1977: Rocket to Russia
- 1978: Road to Ruin
- 1978: It's Alive (duplalemez)
- 1980: End of the Century
- 1981: Pleasant Dreams
- 1983: Subterranean Jungle
- 1985: Too Tough to Die
- 1986: Animal Boy
- 1987: Halfway to Sanity
- 1988: Ramones Mania
- 1989: Brain Drain
- 1991: Loco Live
- 1992: Mondo Bizarro
- 1993: Acid Eaters
- 1995: Adios Amigos

## Könyvek
- Monte A. Melnick–Frank Meyer: Ramones. 22 év, 2263 koncert és mindaz, ami közben történt; ford. Bajtai Barangó Zoltán; Cartaphilus, Bp., 2011 (Legendák élve vagy halva)
- Commando. Johny Ramone önéletrajza; szerk. John Cafiero, Steve Miller, Henry Rollins, ford. Dudich Ákos, Számel Judit; Konkrét Könyvek, Bp., 2018